# Oscar alla miglior fotografia
L'Oscar alla miglior fotografia (Academy Award for Best Cinematography) viene assegnato al direttore della fotografia votato come migliore dall'Academy of Motion Picture Arts and Sciences, cioè l'ente che assegna gli Academy Awards, i celebri premi conosciuti anche come premi Oscar.
Dal 1940 al 1967 furono assegnati due premi distinti: uno per la fotografia in bianco e nero ed uno per quella per pellicole a colori.

## Vincitori e candidati
L'elenco mostra il vincitore di ogni anno, seguito dai direttori della fotografia che hanno ricevuto una candidatura. Per ogni direttore della fotografia viene indicato il film che gli ha valso la nomination, se possibile con il titolo in italiano. Gli anni indicati sono quelli in cui è stato assegnato il premio e non quello in cui è stato diretto il film. Nel 1930 si sono svolte due diverse edizioni del premio, una ad aprile ed una a novembre, mentre nel 1933 non è stato assegnato alcun premio.
Per maggiori informazioni si veda la voce Cerimonie dei premi Oscar.

### 1920
- 1929
  - Charles Rosher e Karl Struss – Aurora (Sunrise: A Song of Two Humans)
  - George Barnes – The Devil Dancer
  - George Barnes – The Magic Flame
  - George Barnes – Tristana e la maschera (Sadie Thompson)

### 1930
- 1930 (aprile)
  - Clyde De Vinna – Ombre bianche (White Shadows in the South Seas)
  - George Barnes – Le nostre sorelle di danza (Our Dancing Daughters)
  - Arthur Edeson – Notte di tradimento (In Old Arizona)
  - Ernest Palmer – I quattro diavoli (Four Devils) e L'angelo della strada (Street Angel)
  - John Seitz – Trafalgar (The Divine Lady)
- 1930 (novembre)
  - Joseph T. Rucker e Willard Van Der Veer – With Byrd at the South Pole
  - William Daniels – Anna Christie
  - Arthur Edeson – All'ovest niente di nuovo (All Quiet on the Western Front)
  - Tony Gaudio e Harry Perry – Gli angeli dell'inferno (Hell's Angels)
  - Victor Milner – Il principe consorte (The Love Parade)
- 1931
  - Floyd Crosby – Tabù (Tabu)
  - Edward Cronjager – I pionieri del West (Cimarron)
  - Lee Garmes – Marocco (Morocco)
  - Charles Lang – The Right to Love (The Right to Love)
  - Barney McGill – Svengali
- 1932
  - Lee Garmes – Shanghai Express
  - Ray June – Un popolo muore (Arrowsmith)
  - Karl Struss – Il dottor Jekyll (Dr. Jekyll and Mr. Hyde)
- 1934
  - Charles Bryant Lang Jr. – Addio alle armi (A Farewell to Arms)
  - George J. Folsey – Notturno viennese (Reunion in Vienna)
  - Karl Struss – Il segno della croce (The Sign of the Cross)
- 1935
  - Victor Milner – Cleopatra
  - George Folsey – L'agente n. 13 (Operator 13)
  - Charles Rosher – Gli amori di Benvenuto Cellini (The Affairs of Cellini)
- 1936
  - Hal Mohr – Sogno di una notte di mezza estate (A Midsummer Night's Dream)
  - Ray June – La costa dei barbari (Barbary Coast)
  - Victor Milner – I crociati (The Crusades)
  - Gregg Toland – Il sergente di ferro (Les miserables)
- 1937
  - Tony Gaudio – Avorio nero (Anthony Adverse)
  - Victor Milner – Il generale morì all'alba (The General Died at Dawn)
  - George Folsey – Troppo amata (The Gorgeous Hussy)
- 1938
  - Karl Freund – La buona terra (The Good Earth)
  - Gregg Toland – Strada sbarrata (Dead End)
  - Joseph Valentine – Ali nella bufera (Wings over Honolulu)
- 1939
  - Joseph Ruttenberg – Il grande valzer (The Great Waltz)
  - James Wong Howe – Un'americana nella casbah (Algiers)
  - Ernest Miller e Harry Wild – Army Girl
  - Victor Milner – I filibustieri (The Buccaneer)
  - Ernest Haller – Figlia del vento (Jezebel)
  - Joseph Valentine – Pazza per la musica (Mad about Music)
  - Norbert Brodine – Gioia di vivere (Merrily We Live)
  - Peverell Marley – Suez
  - Robert De Grasse – Una donna vivace (Vivacious Lady)
  - Joseph Walker – L'eterna illusione (You Can't Take It with You)
  - Leon Shamroy – 4 in paradiso (The Young in Heart)

### 1940
- 1940
  - Bianco e nero
    - Gregg Toland – La voce nella tempesta (Wuthering Heights)
    - Bert Glennon – Ombre rosse (Stagecoach)
    - Joseph Valentine – Il primo bacio (First Love)
    - Victor Milner – The Great Victor Herbert
    - Joseph H. August – Gunga Din
    - Gregg Toland – Intermezzo
    - Tony Gaudio – Il conquistatore del Messico (Juarez)
    - George Folsey – La signora dei tropici (Lady of the Tropics)
    - Norbert Brodine – Uomini e topi (Of Mice and Men)
    - Joseph Walker – Avventurieri dell'aria (Only Angels Have Wings)
    - Arthur C. Miller – La grande pioggia (The Rains Came)

  - Colore
    - Ernest Haller e Ray Rennahan – Via col vento (Gone with the Wind)
    - Ray Rennahan e Bert Glennon – La più grande avventura (Drums along the Mohawk)
    - Georges Perinal e Osmond Borradaile – Le quattro piume (Four Feathers)
    - William V. Skall e Bernard Knowles – Mikado (The Mikado)
    - Sol Polito e W. Howard Greene – Il conte di Essex (The Private Lives of Elizabeth and Essex)
    - Hal Rosson – Il mago di Oz (The Wizard of Oz)
- 1941
  - Bianco e nero
    - George Barnes – Rebecca - La prima moglie (Rebecca)
    - James Wong Howe – Abramo Lincoln in Illinois
    - Ernest Haller – Paradiso proibito (All This, and Heaven Too)
    - Charles Bryant Lang Jr. – Arrivederci in Francia (Arise, My Love)
    - Harold Rosson – La febbre del petrolio (Boom Town)
    - Rudolph Maté – Il prigioniero di Amsterdam (Foreign Correspondent)
    - Tony Gaudio – Ombre malesi (The Letter)
    - Gregg Toland – Viaggio senza fine (The Long Voyage Home)
    - Joseph Valentine – Parata di primavera (Spring Parade)
    - Joseph Ruttenberg – Il ponte di Waterloo (Waterloo Bridge)

  - Colore
    - George Perinal – Il ladro di Bagdad (The Thief of Bagdad)
    - Oliver T. Marsh e Allen Davey – Tzigana (Bitter Sweet)
    - Arthur C. Miller e Ray Rennahan – Alla ricerca della felicità (The Blue Bird)
    - Leon Shamroy e Ray Rennahan – Notti argentine (Down Argentine Way)
    - Victor Milner e W. Howard Greene – Giubbe Rosse (North West Mounted Police)
    - Sidney Wagner e William V. Skall – Passaggio a Nord-Ovest (Northwest Passage)
- 1942
  - Bianco e nero
    - Arthur C. Miller – Com'era verde la mia valle (How Green Was My Valley)
    - Karl Freund – Soldato di cioccolata (The Chocolate Soldier)
    - Gregg Toland – Quarto potere (Citizen Kane)
    - Joseph Ruttenberg – Il dottor Jekyll e Mr. Hyde (Dr. Jekyll and Mr. Hyde)
    - Joseph Walker – L'inafferrabile signor Jordan (Here Comes Mr. Jordan)
    - Leo Tover – La porta d'oro (Hold Back the Dawn)
    - Sol Polito – Il sergente York (Sergeant York)
    - Edward Cronjager – Serenata a Vallechiara (Sun Valley Serenade)
    - Charles Lang – Inferno nel deserto (Sundown)
    - Rudolph Maté – Lady Hamilton (That Hamilton Woman)

  - Colore
    - Ernest Palmer e Ray Rennahan – Sangue e arena (Blood and Sand)
    - Wilfred M. Cline, Karl Struss e William Snyder – Aloma dei mari del sud (Aloma of the South Seas)
    - William V. Skall e Leonard Smith – Terra selvaggia (Billy the Kid)
    - Bert Glennon – Bombardieri in picchiata (Dive Bomber)
    - Karl Freund e W. Howard Greene – Fiori nella polvere (Blossoms in the Dust)
    - Harry Hallenberger e Ray Rennahan – Il Re della Louisiana (Louisiana Purchase)
- 1943
  - Bianco e nero
    - Joseph Ruttenberg – La signora Miniver (Mrs. Miniver)
    - James Wong Howe – Delitti senza castigo (Kings Row)
    - Stanley Cortez – L'orgoglio degli Amberson (The Magnificent Ambersons)
    - Charles Clarke – Ondata d'amore (Moontide)
    - Edward Cronjager – The Pied Piper
    - Rudolph Maté – L'idolo delle folle (The Pride of the Yankees)
    - John Mescall – Segretario a mezzanotte (Take a Letter, Darling)
    - Ted Tetzlaff – Un evaso ha bussato alla porta (The Talk of the Town)
    - Leon Shamroy – I cavalieri azzurri (Ten Gentlemen from West Point)
    - Arthur C. Miller – Sono un disertore (This above All)

  - Colore
    - Leon Shamroy – Il cigno nero (The Black Swan)
    - Sol Polito – Captains of the Clouds (Captains of the Clouds)
    - Milton R. Krasner, William V. Skall e W. Howard Greene – Le mille e una notte (Arabian Nights)
    - W. Howard Greene – Il libro della jungla (Jungle Book)
    - Victor Milner e William V. Skall – Vento selvaggio (Reap the Wild Wind)
    - Edward Cronjager e William V. Skall – Verso le coste di Tripoli (To the Shores of Tripoli)
- 1944
  - Bianco e nero
    - Arthur C. Miller – Bernadette (The Song of Bernadette)
    - James Wong Howe, Elmer Dyer e Charles Marshall – Arcipelago in fiamme (Air Force)
    - Arthur Edeson – Casablanca
    - Gaetano Gaudio – Corvetta K-225
    - John Seitz – I cinque segreti del deserto (Five Graves to Cairo)
    - Harry Stradling Sr. – La commedia umana (The Human Comedy)
    - Joseph Ruttenberg – Madame Curie
    - James Wong Howe – Fuoco a oriente (The North Star)
    - Rudolph Maté – Sahara
    - Charles Lang – Sorelle in armi (So Proudly We Hail!)

  - Colore
    - Hal Mohr e W. Howard Greene – Il fantasma dell'Opera (Phantom of the Opera)
    - Ray Rennahan – Per chi suona la campana (For Whom the Bell Tolls)
    - Edward Cronjager – Il cielo può attendere (Heaven Can Wait)
    - Charles G. Clarke e Allen Davey – Vecchia San Francisco (Hello, Frisco, Hello)
    - Leonard Smith – Torna a casa, Lassie! (Lassie Come Home)
    - George Folsey – La parata delle stelle (Thousands Cheer)
- 1945
  - Bianco e nero
    - Joseph LaShelle – Vertigine (Laura)
    - John Seitz – Le chiavi del paradiso (The Keys of the Kingdom)
    - John F. Seitz – La fiamma del peccato (Double Indemnity)
    - Sidney Wagner – La stirpe del drago (Dragon Seed)
    - Joseph Ruttenberg – Angoscia (Gaslight)
    - Lionel Lindon – La mia via (Going My Way)
    - Glen MacWilliams – Prigionieri dell'oceano (Lifeboat)
    - Stanley Cortez e Lee Garmes – Da quando te ne andasti (Since You Went Away)
    - Robert Surtees e Harold Rosson – Missione segreta (Thirty Seconds over Tokyo)
    - Charles Lang – La casa sulla scogliera (The Uninvited)
    - George Folsey – Le bianche scogliere di Dover (The White Cliffs of Dover)

  - Colore
    - Leon Shamroy – Wilson
    - Rudolph Maté e Allen M. Davey – Fascino (Cover Girl)
    - Edward Cronjager – Due donne e un purosangue (Home in Indiana)
    - Charles Rosher – Kismet
    - Ray Rennahan – Le schiave della città (Lady in the Dark)
    - George Folsey – Incontriamoci a Saint Louis (Meet Me in St. Louis)
- 1946
  - Bianco e nero
    - Harry Stradling Sr. – Il ritratto di Dorian Gray (The Picture of Dorian Gray)
    - Arthur C. Miller – Le chiavi del paradiso (The Keys of the Kingdom)
    - John F. Seitz – Giorni perduti (The Lost Weekend)
    - Ernest Haller – Il romanzo di Mildred (Mildred Pierce)
    - George Barnes – Io ti salverò (Spellbound)

  - Colore
    - Leon Shamroy – Femmina folle (Leave Her to Heaven)
    - Robert Planck e Charles Boyle – Canta che ti passa (Anchors Aweigh)
    - Leonard Smith – Gran Premio (National Velvet)
    - Gaetano Gaudio e Allen M. Davey – L'eterna armonia (A Song to Remember)
    - George Barnes – Nel mar dei Caraibi (The Spanish Main)
- 1947
  - Bianco e nero
    - Arthur C. Miller – Anna e il re del Siam (Anna and the King of Siam)
    - George Folsey – Anni verdi (The Green Years)

  - Colore
    - Charles Rosher, Leonard Smith e Arthur Arling – Il cucciolo (The Yearling)
    - Joseph Walker – Al Jolson (The Jolson Story)
- 1948
  - Bianco e nero
    - Guy Green – Grandi speranze (Great Expectations)
    - Charles Bryant Lang Jr. – Il fantasma e la signora Muir (The Ghost and Mrs. Muir)
    - George Folsey – Il delfino verde (Green Dolphin Street)

  - Colore
    - Jack Cardiff – Narciso nero (Black Narcissus)
    - Peverell Marley e William V. Skall – Vita col padre (Life with Father)
    - Harry Jackson – Come nacque il nostro amore (Mother Wore Tights)
- 1949
  - Bianco e nero
    - William Daniels – La città nuda (The Naked City)
    - Charles Bryant Lang Jr. – Scandalo internazionale (A Foreign Affair)
    - Nicholas Musuraca – Mamma ti ricordo (I Remember Mama)
    - Ted McCord – Johnny Belinda
    - Joseph H. August – Il ritratto di Jennie (Portrait of Jennie)

  - Colore
    - Joseph Valentine, William V. Skall e Winton Hoch – Giovanna d'Arco (Joan of Arc)
    - Charles G. Clarke – I verdi pascoli del Wyoming (Green Grass of Wyoming)
    - William Snyder – Gli amori di Carmen (The Loves of Carmen)
    - Robert Planck – I tre moschettieri (The Three Musketeers)

### 1950
- 1950
  - Bianco e nero
    - Paul C. Vogel – Bastogne (Battleground)
    - Franz Planer – Il grande campione (Champion)
    - Joseph LaShelle – Le due suore (Come to the Stable)
    - Leo Tover – L'ereditiera (The Heiress)
    - Leon Shamroy – Il principe delle volpi (Prince of Foxes)

  - Colore
    - Winton Hoch – I cavalieri del Nord Ovest (She Wore a Yellow Ribbon)
    - Harry Stradling Sr. – I Barkleys di Broadway (The Barkleys of Broadway)
    - William Snyder – Non c'è passione più grande (Jolson Sings Again)
    - Robert Planck e Charles Schoenbaum – Piccole donne (Little Women)
    - Charles G. Clarke – La corda di sabbia (Sand)
- 1951
  - Bianco e nero
    - Robert Krasker – Il terzo uomo (The Third Man)
    - Milton R. Krasner – Eva contro Eva (All about Eve)
    - Harold Rosson – Giungla d'asfalto (The Asphalt Jungle)
    - Victor Milner – Le furie (The Furies)
    - John F. Seitz – Viale del tramonto (Sunset Blvd.)

  - Colore
    - Robert Surtees – Le miniere di re Salomone (King Solomon's Mines)
    - Charles Rosher – Anna prendi il fucile (Annie Get Your Gun)
    - Ernest Palmer – L'amante indiana (Broken Arrow)
    - Ernest Haller – La leggenda dell'arciere di fuoco (The Flame and the Arrow)
    - George Barnes – Sansone e Dalila (Samson and Delilah)
- 1952
  - Bianco e nero
    - William C. Mellor – Un posto al sole (A Place in the Sun)
    - Franz Planer – Morte di un commesso viaggiatore (Death of a Salesman)
    - Norbert Brodine – Le rane del mare (The Frogmen)
    - Robert Burks – L'altro uomo (Strangers on a Train)
    - Harry Stradling Sr. – Un tram che si chiama Desiderio (A Streetcar Named Desire)

  - Colore
    - Alfred Gilks e John Alton – Un americano a Parigi (An American in Paris)
    - Charles Rosher – Show Boat
    - Robert Surtees e William V. Skall – Quo vadis (Quo Vadis)
    - John F. Seitz e W. Howard Greene – Quando i mondi si scontrano (When Worlds Collide)
    - Leon Shamroy – Davide e Betsabea (David and Bathsheba)
- 1953
  - Bianco e nero
    - Robert Surtees – Il bruto e la bella (The Bad and the Beautiful)
    - Russell Harlan – Il grande cielo (The Big Sky)
    - Joseph LaShelle – Mia cugina Rachele (My Cousin Rachel)
    - Virgil E. Miller – Navajo
    - Charles Lang – So che mi ucciderai (Sudden Fear)

  - Colore
    - Winton Hoch e Archie Stout – Un uomo tranquillo (The Quiet Man)
    - Harry Stradling Sr. – Il favoloso Andersen (Hans Christian Andersen)
    - F. A. Young – Ivanhoe
    - George Folsey – La ninfa degli antipodi (Million Dollar Mermaid)
    - Leon Shamroy – Le nevi del Chilimangiaro (The Snows of Kilimanjaro)
- 1954
  - Bianco e nero
    - Burnett Guffey – Da qui all'eternità (From Here to Eternity)
    - Hal Mohr – Letto matrimoniale (The Four Poster)
    - Joseph Ruttenberg – Giulio Cesare (Julius Caesar)
    - Joseph C. Brun – Martin Lutero (Martin Luther)
    - Franz Planer e Henri Alekan – Vacanze romane (Roman Holiday)

  - Colore
    - Loyal Griggs – Il cavaliere della valle solitaria (Shane)
    - George Folsey – I fratelli senza paura (All the Brothers Were Valiant)
    - Edward Cronjager – Tempeste sotto i mari (Beneath the 12-Mile Reef)
    - Robert Planck – Lilì
    - Leon Shamroy – La tunica (The Robe)
- 1955
  - Bianco e nero
    - Boris Kaufman – Fronte del porto (On the Waterfront)
    - John F. Warren – La ragazza di campagna (The Country Girl)
    - George Folsey – La sete del potere (Executive Suite)
    - John Seitz – Senza scampo (Rogue Cop)
    - Charles Lang – Sabrina

  - Colore
    - Milton R. Krasner – Tre soldi nella fontana (Three Coins in the Fountain)
    - Robert Burks – La finestra sul cortile (Rear Window)
    - Leon Shamroy – Sinuhe l'egiziano (The Egyptian)
    - George Folsey – Sette spose per sette fratelli (Seven Brides for Seven Brothers)
    - William V. Skall – Il calice d'argento (The Silver Chalice)
- 1956
  - Bianco e nero
    - James Wong Howe – La rosa tatuata (The Rose Tattoo)
    - Russell Harlan – Il seme della violenza (Blackboard Jungle)
    - Arthur E. Arling – Piangerò domani (I'll Cry Tomorrow)
    - Joseph LaShelle – Marty, vita di un timido (Marty)
    - Charles Lang – L'ape regina (Queen Bee)

  - Colore
    - Robert Burks – Caccia al ladro (To Catch a Thief)
    - Harry Stradling Sr. – Bulli e pupe (Guys and Dolls)
    - Leon Shamroy – L'amore è una cosa meravigliosa (Love Is a Many-Splendored Thing)
    - Harold Lipstein – A Man Called Peter
    - Robert Surtees – Oklahoma!
- 1957
  - Bianco e nero
    - Joseph Ruttenberg – Lassù qualcuno mi ama (Somebody Up There Likes Me)
    - Boris Kaufman – Baby Doll - La bambola viva (Baby Doll)
    - Hal Rosson – Il giglio nero (The Bad Seed)
    - Burnett Guffey – Il colosso d'argilla (The Harder They Fall)
    - Walter Strenge – Ostaggi dei banditi (Stagecoach to Fury)

  - Colore
    - Lionel Lindon – Il giro del mondo in 80 giorni (Around the World in 80 Days)
    - Harry Stradling Sr. – Incantesimo (The Eddy Duchin Story)
    - Leon Shamroy – Il re ed io (The King and I)
    - Loyal Griggs – I dieci comandamenti (The Ten Commandments)
    - Jack Cardiff – Guerra e pace (War and Peace)
- 1958
  - Jack Hildyard – Il ponte sul fiume Kwai (The Bridge on the River Kwai)
  - Milton R. Krasner – Un amore splendido (An Affair to Remember)
  - Ray June – Cenerentola a Parigi (Funny Face)
  - William C. Mellor – I peccatori di Peyton (Peyton Place)
  - Ellsworth Fredricks – Sayonara
- 1959
  - Bianco e nero
    - Sam Leavitt – La parete di fango (The Defiant Ones)
    - Daniel L. Fapp – Desiderio sotto gli olmi (Desire under the Elms)
    - Lionel Lindon – Non voglio morire (I Want To Live!)
    - Charles Bryant Lang Jr. – Tavole separate (Separate Tables)
    - Joe MacDonald – I giovani leoni (The Young Lions)

  - Colore
    - Joseph Ruttenberg – Gigi
    - Harry Stradling Sr. – La signora mia zia (Auntie Mame)
    - William Daniels – La gatta sul tetto che scotta (Cat on a Hot Tin Roof)
    - James Wong Howe – Il vecchio e il mare (The Old Man and the Sea)
    - Leon Shamroy – South Pacific

### 1960
- 1960
  - Bianco e nero
    - William C. Mellor – Il diario di Anna Frank (The Diary of Anne Frank)
    - Sam Leavitt – Anatomia di un omicidio (Anatomy of a Murder)
    - Joseph LaShelle – Il prezzo del successo (Career)
    - Charles Bryant Lang Jr. – A qualcuno piace caldo (Some Like It Hot)
    - Harry Stradling Sr. – I segreti di Filadelfia (The Young Philadelphians)

  - Colore
    - Robert L. Surtees – Ben-Hur
    - Lee Garmes – Il grande pescatore (The Big Fisherman)
    - Daniel L. Fapp – I cinque penny (The Five Pennies)
    - Franz Planer – La storia di una monaca (The Nun's Story)
    - Leon Shamroy – Porgy and Bess
- 1961
  - Bianco e nero
    - Freddie Francis – Figli e amanti (Sons and Lovers)
    - Joseph LaShelle – L'appartamento (The Apartment)
    - Charles Bryant Lang Jr. – Un adulterio difficile (The Facts of Life)
    - Ernest Laszlo – ...e l'uomo creò Satana (Inherit the Wind)
    - John L. Russell – Psyco (Psycho)

  - Colore
    - Russell Metty – Spartacus
    - William H. Clothier – La battaglia di Alamo (The Alamo)
    - Joseph Ruttenberg e Charles Harten – Venere in visone (Butterfield 8)
    - Sam Leavitt – Exodus
    - Joe MacDonald – Pepe
- 1962
  - Bianco e nero
    - Eugen Shuftan – Lo spaccone (The Hustler)
    - Edward Colman – Un professore fra le nuvole (The Absent Minded Professor)
    - Franz F. Planer – Quelle due (The Children's Hour)
    - Ernest Laszlo – Vincitori e vinti (Judgment at Nuremberg)
    - Daniel L. Fapp – Uno, due, tre! (One, Two, Three)

  - Colore
    - Daniel L. Fapp – West Side Story
    - Jack Cardiff – Fanny
    - Russell Metty – Fior di loto (Flower Drum Song)
    - Harry Stradling Sr. – Il molto Onorevole Ministro (A Majority of One)
    - Charles Bryant Lang Jr. – I due volti della vendetta (One-Eyed Jacks)
- 1963
  - Bianco e nero
    - Jean Bourgoin, Walter Wottitz e Henri Persin – Il giorno più lungo (The Longest Day)
    - Burnett Guffey – L'uomo di Alcatraz (Birdman of Alcatraz)
    - Russell Harlan – Il buio oltre la siepe (To Kill a Mockingbird)
    - Ted McCord – La ragazza del quartiere (Two for the Seesaw)
    - Ernest Haller – Che fine ha fatto Baby Jane? (What Ever Happened to Baby Jane?)

  - Colore
    - Freddie Young – Lawrence d'Arabia (Lawrence of Arabia)
    - Harry Stradling Sr. – La donna che inventò lo strip-tease (Gypsy)
    - Russell Harlan – Hatari!
    - Robert L. Surtees – Gli ammutinati del Bounty (Mutiny on the Bounty)
    - Paul C. Vogel – Avventura nella fantasia (The Wonderful World of the Brothers Grimm)
- 1964
  - Bianco e nero
    - James Wong Howe – Hud il selvaggio (Hud)
    - George Folsey – Il balcone (The Balcony)
    - Lucien Ballard – Donne inquiete (The Caretakers)
    - Ernest Haller – I gigli del campo (Lilies of the Field)
    - Milton R. Krasner – Strano incontro (Love with the Proper Stranger)

  - Colore
    - Leon Shamroy – Cleopatra
    - Leon Shamroy – Il cardinale (The Cardinal)
    - William H. Daniels, Milton R. Krasner, Charles Bryant Lang Jr. e Joseph LaShelle – La conquista del West (How the West Was Won)
    - Joseph LaShelle – Irma la dolce (Irma La Douce)
    - Ernest Laszlo – Questo pazzo, pazzo, pazzo, pazzo mondo (It's a Mad, Mad, Mad, Mad World)
- 1965
  - Bianco e nero
    - Walter Lassally – Zorba il greco (Alexis Zorbas)
    - Philip H. Lathrop – Tempo di guerra, tempo d'amore (The Americanization of Emily)
    - Milton R. Krasner – Destino in agguato (Fate Is the Hunter)
    - Joseph Biroc – Piano... piano, dolce Carlotta (Hush...Hush, Sweet Charlotte)
    - Gabriel Figueroa – La notte dell'iguana (The Night of the Iguana)

  - Colore
    - Harry Stradling Sr. – My Fair Lady
    - Geoffrey Unsworth – Becket e il suo re (Becket)
    - William H. Clothier – Il grande sentiero (Cheyenne Autumn)
    - Edward Colman – Mary Poppins
    - Daniel L. Fapp – Voglio essere amata in un letto d'ottone (The Unsinkable Molly Brown)
- 1966
  - Bianco e nero
    - Ernest Laszlo – La nave dei folli (Ship of Fools)
    - Loyal Griggs – Prima vittoria (In Harm's Way)
    - Burnett Guffey – Qualcuno da odiare (King Rat)
    - Conrad Hall – I morituri (Morituri)
    - Robert Burks – Incontro al Central Park (A Patch of Blue)

  - Colore
    - Freddie Young – Il dottor Zivago (Doctor Zhivago)
    - Leon Shamroy – Il tormento e l'estasi (The Agony and the Ecstasy)
    - Russell Harlan – La grande corsa (The Great Race)
    - William C. Mellor e Loyal Griggs – La più grande storia mai raccontata (The Greatest Story Ever Told)
    - Ted McCord – Tutti insieme appassionatamente (The Sound of Music)
- 1967
  - Bianco e nero
    - Haskell Wexler – Chi ha paura di Virginia Woolf? (Who's Afraid of Virginia Woolf?)
    - Joseph LaShelle – Non per soldi... ma per denaro (The Fortune Cookie)
    - Ken Higgins – Georgy, svegliati (Georgy Girl)
    - Marcel Grignon – Parigi brucia? (Paris brûle-t-il?)
    - James Wong Howe – Operazione diabolica (Seconds)

  - Colore
    - Ted Moore – Un uomo per tutte le stagioni (A Man for All Seasons)
    - Ernest Laszlo – Viaggio allucinante (Fantastic Voyage)
    - Russell Harlan – Hawaii
    - Conrad Hall – I professionisti (The Professionals)
    - Joseph MacDonald – Quelli della San Pablo (The Sand Pebbles)
- 1968
  - Burnett Guffey – Gangster Story (Bonnie and Clyde)
  - Richard H. Kline – Camelot
  - Robert Surtees – Il favoloso dottor Dolittle (Doctor Dolittle)
  - Robert Surtees – Il laureato (The Graduate)
  - Conrad Hall – A sangue freddo (In Cold Blood)
- 1969
  - Pasqualino De Santis – Romeo e Giulietta
  - Harry Stradling Sr. – Funny Girl
  - Daniel L. Fapp – Base artica Zebra (Ice Station Zebra)
  - Oswald Morris – Oliver!
  - Ernest Laszlo – Un giorno... di prima mattina (Star!)

### 1970
- 1970
  - Conrad Hall – Butch Cassidy (Butch Cassidy and the Sundance Kid)
  - Arthur Ibbetson – Anna dei mille giorni (Anne of the Thousand Days)
  - Charles Bryant Lang Jr. – Bob & Carol & Ted & Alice
  - Harry Stradling Sr. – Hello, Dolly!
  - Daniel L. Fapp – Abbandonati nello spazio (Marooned)
- 1971
  - Freddie Young – La figlia di Ryan (Ryan's Daughter)
  - Ernest Laszlo – Airport
  - Fred Koenekamp – Patton, generale d'acciaio (Patton)
  - Charles F. Wheeler, Osami Furuya, Sinsaku Himeda e Masamichi Satoh – Tora! Tora! Tora!
  - Billy Williams – Donne in amore (Women in Love)
- 1972
  - Oswald Morris – Il violinista sul tetto (Fiddler on the Roof)
  - Owen Roizman – Il braccio violento della legge (The French Connection)
  - Robert Surtees – L'ultimo spettacolo (The Last Picture Show)
  - Freddie Young – Nicola e Alessandra (Nicholas and Alexandra)
  - Robert Surtees – Quell'estate del '42 (Summer of '42)
- 1973
  - Geoffrey Unsworth – Cabaret
  - Charles Bryant Lang Jr. – Le farfalle sono libere (Butterflies Are Free)
  - Harold E. Stine – L'avventura del Poseidon (The Poseidon Adventure)
  - Harry Stradling Jr. – 1776
  - Douglas Slocombe – In viaggio con la zia (Travels with My Aunt)
- 1974
  - Sven Nykvist – Sussurri e grida (Viskningar och rop)
  - Owen Roizman – L'esorcista (The Exorcist)
  - Jack Couffer – Il gabbiano Jonathan (Jonathan Livingston Seagull)
  - Robert Surtees – La stangata (The Sting)
  - Harry Stradling Jr. – Come eravamo (The Way We Were)
- 1975
  - Fred Koenekamp e Joseph Biroc – L'inferno di cristallo (The Towering Inferno)
  - John A. Alonzo – Chinatown
  - Philip H. Lathrop – Terremoto (Earthquake)
  - Bruce Surtees – Lenny
  - Geoffrey Unsworth – Assassinio sull'Orient Express (Murder on the Orient Express)
- 1976
  - John Alcott – Barry Lyndon
  - Conrad Hall – Il giorno della locusta (The Day of the Locust)
  - James Wong Howe – Funny Lady
  - Robert Surtees – Hindenburg (The Hindenburg)
  - Haskell Wexler e Bill Butler – Qualcuno volò sul nido del cuculo (One Flew over the Cuckoo's Nest)
- 1977
  - Haskell Wexler – Questa terra è la mia terra (Bound for Glory)
  - Richard H. Kline – King Kong
  - Ernest Laszlo – La fuga di Logan (Logan's Run)
  - Owen Roizman – Quinto potere (Network)
  - Robert Surtees – È nata una stella (A Star Is Born)
- 1978
  - Vilmos Zsigmond – Incontri ravvicinati del terzo tipo (Close Encounters of the Third Kind)
  - Fred J. Koenekamp – Isole nella corrente (Islands in the Stream)
  - Douglas Slocombe – Giulia (Julia)
  - William A. Fraker – In cerca di Mr. Goodbar (Looking for Mr. Goodbar)
  - Robert Surtees – Due vite, una svolta (The Turning Point)
- 1979
  - Néstor Almendros – I giorni del cielo (Days of Heaven)
  - Vilmos Zsigmond – Il cacciatore (The Deer Hunter)
  - William A. Fraker – Il paradiso può attendere (Heaven Can Wait)
  - Robert Surtees – Lo stesso giorno, il prossimo anno (Same Time, Next Year)
  - Oswald Morris – I'm magic (The Wiz)

### 1980
- 1980
  - Vittorio Storaro – Apocalypse Now
  - Giuseppe Rotunno – All That Jazz - Lo spettacolo comincia (All That Jazz)
  - Frank Phillips – The Black Hole - Il buco nero (The Black Hole)
  - Néstor Almendros – Kramer contro Kramer (Kramer vs. Kramer)
  - William A. Fraker – 1941 - Allarme a Hollywood (1941)
- 1981
  - Geoffrey Unsworth e Ghislain Cloquet – Tess
  - Néstor Almendros – Laguna blu (The Blue Lagoon)
  - Ralf D. Bode – La ragazza di Nashville (Coal Miner's Daughter)
  - James Crabe – La formula (The Formula)
  - Michael Chapman – Toro scatenato (Raging Bull)
- 1982
  - Vittorio Storaro – Reds
  - Douglas Slocombe – I predatori dell'arca perduta (Raiders of the Lost Ark)
  - Alex Thomson – Excalibur
  - Billy Williams – Sul lago dorato (On Golden Pond)
  - Miroslav Ondříček – Ragtime
- 1983
  - Billy Williams e Ronnie Taylor – Gandhi
  - Jost Vacano – U-Boot 96 (Das Boot)
  - Allen Daviau – E.T. l'extra-terrestre (E.T. The Extra-Terrestrial)
  - Néstor Almendros – La scelta di Sophie (Sophie's Choice)
  - Owen Roizman – Tootsie
- 1984
  - Sven Nykvist – Fanny e Alexander
  - Don Peterman – Flashdance
  - Caleb Deschanel – Uomini veri (The Right Stuff)
  - William A. Fraker – Wargames - Giochi di guerra (WarGames)
  - Gordon Willis – Zelig
- 1985
  - Chris Menges – Urla del silenzio (The Killing Fields)
  - Miroslav Ondříček – Amadeus
  - Caleb Deschanel – Il migliore (The Natural)
  - Ernest Day – Passaggio in India (A Passage to India)
  - Vilmos Zsigmond – Il fiume dell'ira (The River)
- 1986
  - David Watkin – La mia Africa (Out of Africa)
  - Allen Daviau – Il colore viola (The Color Purple)
  - William A. Fraker – L'amore di Murphy (Murphy's Romance)
  - Takao Saitō, Masaharu Ueda e Asakazu Nakai – Ran
  - John Seale – Witness - Il testimone (Witness)
- 1987
  - Chris Menges – Mission (The Mission)
  - Jordan Cronenweth – Peggy Sue si è sposata (Peggy Sue Got Married)
  - Robert Richardson – Platoon
  - Tony Pierce-Roberts – Camera con vista (A Room With a View)
  - Don Peterman – Rotta verso la Terra (Star Trek IV: The Voyage Home)
- 1988
  - Vittorio Storaro – L'ultimo imperatore (The Last Emperor)
  - Michael Ballhaus – Dentro la notizia - Broadcast News (Broadcast News)
  - Allen Daviau – L'impero del sole (Empire of the Sun)
  - Philippe Rousselot – Anni '40 (Hope and Glory)
  - Haskell Wexler – Matewan
- 1989
  - Peter Biziou – Mississippi Burning - Le radici dell'odio (Mississippi Burning)
  - Dean Cundey – Chi ha incastrato Roger Rabbit (Who Framed Roger Rabbit)
  - Conrad L. Hall – Tequila Connection (Tequila Sunrise)
  - Sven Nykvist – L'insostenibile leggerezza dell'essere (The Unbearable Lightness of Being)
  - John Seale – Rain Man - L'uomo della pioggia (Rain Man)

### 1990
- 1990
  - Freddie Francis – Glory - Uomini di gloria (Glory)
  - Michael Ballhaus – I favolosi Baker (The Fabulous Baker Boys)
  - Robert Richardson – Nato il quattro luglio (Born on the Fourth of July)
  - Mikael Salomon – The Abyss
  - Haskell Wexler – Scandalo Blaze (Blaze)
- 1991
  - Dean Semler – Balla coi lupi (Dances with Wolves)
  - Allen Daviau – Avalon
  - Philippe Rousselot – Henry & June
  - Vittorio Storaro – Dick Tracy
  - Gordon Willis – Il padrino - Parte III (The Godfather: Part III)
- 1992
  - Robert Richardson – JFK - Un caso ancora aperto (JFK)
  - Adrian Biddle – Thelma & Louise
  - Allen Daviau – Bugsy
  - Stephen Goldblatt – Il principe delle maree (The Prince of Tides)
  - Adam Greenberg – Terminator 2 - Il giorno del giudizio (Terminator 2: Judgment Day)
- 1993
  - Philippe Rousselot – In mezzo scorre il fiume (A River Runs Through It)
  - Stephen H. Burum – Hoffa - Santo o mafioso? (Hoffa)
  - Robert Fraisse – L'amante (L'amant)
  - Jack N. Green – Gli spietati (Unforgiven)
  - Tony Pierce-Roberts – Casa Howard (Howards End)
- 1994
  - Janusz Kaminski – Schindler's List - La lista di Schindler
  - Gu Changwei – Addio mia concubina (Ba wang bie ji)
  - Michael Chapman – Il fuggitivo (The Fugitive)
  - Stuart Dryburgh – Lezioni di piano (The Piano)
  - Conrad L. Hall – Sotto scacco (Searching for Bobby Fischer)
- 1995
  - John Toll – Vento di passioni (Legends of the Fall)
  - Don Burgess – Forrest Gump
  - Roger Deakins – Le ali della libertà (The Shawshank Redemption)
  - Piotr Sobociński – Tre colori - Film rosso (Trois couleurs: Rouge)
  - Owen Roizman – Wyatt Earp
- 1996
  - John Toll – Braveheart - Cuore impavido (Braveheart)
  - Michael Coulter – Ragione e sentimento (Sense and Sensibility)
  - Stephen Goldblatt – Batman Forever
  - Emmanuel Lubezki – La piccola principessa (A Little Princess)
  - Lu Yue – Shanghai Triad - La triade di Shangai (Shanghai Triad)
- 1997
  - John Seale – Il paziente inglese (The English Patient)
  - Darius Khondji – Evita
  - Roger Deakins – Fargo
  - Caleb Deschanel – L'incredibile volo (Fly Away Home)
  - Chris Menges – Michael Collins
- 1998
  - Russell Carpenter – Titanic
  - Janusz Kaminski – Amistad
  - Roger Deakins – Kundun
  - Dante Spinotti – L.A. Confidential
  - Eduardo Serra – Le ali dell'amore (The Wings of the Dove)
- 1999
  - Janusz Kaminski – Salvate il soldato Ryan (Saving Private Ryan)
  - Conrad L. Hall – A Civil Action
  - Remi Adefarasin – Elizabeth
  - Richard Greatrex – Shakespeare in Love
  - John Toll – La sottile linea rossa (The Thin Red Line)

### 2000
- 2000
  - Conrad L. Hall – American Beauty
  - Roger Pratt – Fine di una storia (The End of the Affair)
  - Dante Spinotti – Insider - Dietro la verità (The Insider)
  - Emmanuel Lubezki – Il mistero di Sleepy Hollow (Sleepy Hollow)
  - Robert Richardson – La neve cade sui cedri (Snow Falling on Cedars)
- 2001
  - Peter Pau – La tigre e il dragone (Wo hu cang long)
  - John Mathieson – Il gladiatore (Gladiator)
  - Lajos Koltai – Malèna
  - Roger Deakins – Fratello, dove sei? (O Brother, Where Art Thou?)
  - Caleb Deschanel – Il patriota (The Patriot)
- 2002
  - Andrew Lesnie – Il Signore degli Anelli - La Compagnia dell'Anello (The Lord of the Rings: The Fellowship of the Ring)
  - Bruno Delbonnel – Il favoloso mondo di Amélie (Le Fabuleux destin d'Amélie Poulain)
  - Sławomir Idziak – Black Hawk Down - Black Hawk abbattuto
  - Roger Deakins – L'uomo che non c'era (The Man Who Wasn't There)
  - Donald McAlpine – Moulin Rouge!
- 2003
  - Conrad L. Hall – Era mio padre (Road to Perdition)
  - Dion Beebe – Chicago
  - Edward Lachman – Lontano dal Paradiso (Far from Heaven)
  - Michael Ballhaus – Gangs of New York
  - Paweł Edelman – Il pianista (The Pianist)
- 2004
  - Russell Boyd – Master and Commander - Sfida ai confini del mare (Master and Commander: The Far Side of the World)
  - César Charlone – City of God (Cidade de Deus)
  - John Seale – Ritorno a Cold Mountain (Cold Mountain)
  - Eduardo Serra – La ragazza con l'orecchino di perla (Girl with a Pearl Earring)
  - John Schwartzman – Seabiscuit - Un mito senza tempo (Seabiscuit)
- 2005
  - Robert Richardson – The Aviator
  - Zhao Xiaoding – La foresta dei Pugnali Volanti (十面埋伏, Shi mian mai Fu)
  - Caleb Deschanel – La passione di Cristo (The Passion of the Christ)
  - John Mathieson – Il fantasma dell'opera (The Phantom of the Opera)
  - Bruno Delbonnel – Una lunga domenica di passioni (Un long dimanche de fiançailles)
- 2006
  - Dion Beebe – Memorie di una Geisha (Memoirs of a Geisha)
  - Wally Pfister – Batman Begins
  - Rodrigo Prieto – I segreti di Brokeback Mountain (Brokeback Mountain)
  - Robert Elswit – Good Night, and Good Luck.
  - Emmanuel Lubezki – The New World
- 2007
  - Guillermo Navarro – Il labirinto del fauno (El laberinto del Fauno)
  - Vilmos Zsigmond – The Black Dahlia
  - Emmanuel Lubezki – I figli degli uomini (Children of Men)
  - Dick Pope – The Illusionist - L'illusionista (The Illusionist)
  - Wally Pfister – The Prestige
- 2008
  - Robert Elswit – Il petroliere (There Will Be Blood)
  - Roger Deakins – L'assassinio di Jesse James per mano del codardo Robert Ford (The Assassination of Jesse James by the Coward Robert Ford)
  - Seamus McGarvey – Espiazione (Atonement)
  - Roger Deakins – Non è un paese per vecchi (No Country for Old Men)
  - Janusz Kaminski – Lo scafandro e la farfalla (Le scaphandre et le papillon)
- 2009
  - Anthony Dod Mantle – The Millionaire (Slumdog Millionaire)
  - Claudio Miranda – Il curioso caso di Benjamin Button (The Curious Case of Benjamin Button)
  - Roger Deakins e Chris Menges – The Reader - A voce alta (The Reader)
  - Wally Pfister – Il cavaliere oscuro (The Dark Knight)
  - Tom Stern – Changeling

### 2010
- 2010
  - Mauro Fiore – Avatar
  - Bruno Delbonnel – Harry Potter e il Principe Mezzosangue (Harry Potter and the Half-Blood Prince)
  - Barry Ackroyd – The Hurt Locker
  - Robert Richardson – Bastardi senza gloria (Inglorious Basterds)
  - Christian Berger – Il nastro bianco (Das weiße Band – Eine deutsche Kindergeschichte)
- 2011
  -  Wally Pfister – Inception
  - Matthew Libatique – Il cigno nero (Black Swan)
  - Danny Cohen – Il discorso del re (The King's Speech)
  - Jeff Cronenweth – The Social Network
  - Roger Deakins – Il Grinta (True Grit)
- 2012
  - Robert Richardson – Hugo Cabret (Hugo)
  - Jeff Cronenweth – Millennium - Uomini che odiano le donne (The Girl With The Dragon Tattoo)
  - Janusz Kaminski – War Horse
  - Emmanuel Lubezki – The Tree of Life
  - Guillaume Schiffman – The Artist
- 2013
  - Claudio Miranda - Vita di Pi (Life of Pi)
  - Seamus McGarvey - Anna Karenina
  - Robert Richardson - Django Unchained
  - Janusz Kaminski - Lincoln
  - Roger Deakins - Skyfall
- 2014
  - Emmanuel Lubezki - Gravity
  - Philippe Le Sourd - The Grandmaster
  - Bruno Delbonnel - A proposito di Davis (Inside Llewyn Davis)
  - Phedon Papamichael - Nebraska
  - Roger Deakins - Prisoners
- 2015
  - Emmanuel Lubezki - Birdman
  - Robert Yeoman - Grand Budapest Hotel (The Grand Budapest Hotel)
  - Ryszard Lenczewski e Łukasz Żal - Ida
  - Dick Pope - Turner (Mr. Turner)
  - Roger Deakins - Unbroken
- 2016
  - Emmanuel Lubezki - Revenant - Redivivo (The Revenant)
  - Ed Lachman - Carol
  - Robert Richardson - The Hateful Eight
  - John Seale - Mad Max: Fury Road
  - Roger Deakins - Sicario
- 2017
  - Linus Sandgren - La La Land
  - Greig Fraser - Lion - La strada verso casa (Lion)
  - James Laxton - Moonlight
  - Rodrigo Prieto - Silence
  - Bradford Young - Arrival
- 2018
  - Roger Deakins – Blade Runner 2049
  - Bruno Delbonnel – L'ora più buia (Darkest Hour)
  - Hoyte van Hoytema – Dunkirk
  - Rachel Morrison – Mudbound
  - Dan Laustsen – La forma dell'acqua - The Shape of Water (The Shape of Water)
- 2019
  - Alfonso Cuarón – Roma
  - Łukasz Żal – Cold War (Zimna wojna)
  - Robbie Ryan – La favorita (The Favourite)
  - Caleb Deschanel – Opera senza autore (Werk ohne Autor)
  - Matthew Libatique – A Star Is Born

### 2020
- 2020
  - Roger Deakins - 1917
  - Jarin Blaschke - The Lighthouse
  - Rodrigo Prieto - The Irishman
  - Robert Richardson - C'era una volta a... Hollywood (Once Upon a Time... in Hollywood)
  - Lawrence Sher - Joker
- 2021
  - Erik Messerschmidt - Mank
  - Sean Bobbitt - Judas and the Black Messiah
  - Phedon Papamichael - Il processo ai Chicago 7 (The Trial of the Chicago 7)
  - Joshua James Richards - Nomadland
  - Dariusz Wolski - Notizie dal mondo (News of the World)
- 2022
  - Greig Fraser - Dune (Dune: Part One)
  - Dan Laustsen - La fiera delle illusioni - Nightmare Alley (Nightmare Alley)
  - Ari Wegner - Il potere del cane (The Power of the Dog)
  - Bruno Delbonnel - Macbeth (The Tragedy of Macbeth)
  - Janusz Kaminski - West Side Story
- 2023
  - James Friend - Niente di nuovo sul fronte occidentale (Im Westen nichts Neues)
  - Darius Khondji - Bardo, la cronaca falsa di alcune verità (Bardo, False Chronicle of a Handful of Truths)
  - Mandy Walker - Elvis
  - Roger Deakins - Empire of Light
  - Florian Hoffmeister - Tár
- 2024
  - Hoyte van Hoytema - Oppenheimer
  - Edward Lachman - El Conde
  - Rodrigo Prieto - Killers of the Flower Moon
  - Matthew Libatique - Maestro
  - Robbie Ryan - Povere creature! (Poor Things)
- 2025
  - Lol Crawley – The Brutalist
  - Jarin Blaschke – Nosferatu
  - Greig Fraser – Dune - Parte due (Dune: Part Two)
  - Paul Guilhaume – Emilia Pérez
  - Edward Lachman – Maria